# Hayes Jones
Hayes Wendell Jones, né le 4 août 1938 à Pontiac, est un athlète américain, champion olympique du 110 m haies aux Jeux olympiques d'été de 1964.

## Biographie
Né à Pontiac dans le Michigan, Hayes Jones était plutôt petit pour un coureur de haies (1,78 m), mais sa vitesse, son explosivité au départ et sa technique quasi parfaite lui firent remporter de nombreux titres.
Jones a remporté son premier titre majeur international aux Jeux panaméricains de 1959. Un an plus tard, aux Jeux olympiques de Rome, il terminait troisième derrière ses compatriotes Lee Calhoun et Willie May. Beaucoup crurent qu'il avait atteint à cette occasion son pic de performance.
Il participa également aux Jeux olympiques d'été de 1964 à Tokyo, y remportant le titre devant son compatriote Blaine Lindgren et le Soviétique Anatoliy Mikhailov. Hayes a établi un record du monde durant sa carrière, c'était en relais 4 × 100 m en 1961.

## Palmarès

### Jeux olympiques d'été
- Jeux olympiques d'été de 1960 à Rome ( Italie)
  -  Médaille de bronze sur 110 m haies
- Jeux olympiques d'été de 1964 à Tokyo ( Japon)
  -  Médaille d'or sur 110 m haies

### Jeux panaméricains
- Jeux Panaméricains de 1959 à Chicago ( États-Unis)
  -  Médaille d'or sur 110 m haies
  -  Médaille d'or en relais 4 × 100 m

## Records
- record du monde en relais 4 × 100 en 39 s 1 avec Francis Budd, Otis Drayton et Charles Frazer le 15 juillet 1961 à Moscou (amélioration du record détenu le relais américain (Baker - King - Morrow - Murchison) en 1956, sera battu par un autre relais américain (Ashworth - Hayes - Stebbins - Drayton) en 1964)